# Секорд, Джеймс
Джеймс (Джим) Эндрю Секорд (англ. James (Jim) A. (Andrew) Secord; род. 18 марта 1953, Мадисон) — британский историк науки. Доктор философии (1981), эмерит-профессор Department of History and Philosophy of Science, University of Cambridge, коей заведовал в 2013-6. Специалист по социальной истории науки от 1750 года. Профессорский феллоу Колледжа Христа. Член Британской академии (2020). Удостоился SHNH Founders’ Medal.
Изучал историю науки, геологии и литературы в колледже Помона (окончил его в 1975) и Принстонском университете, в последнем получил докторскую степень. На основе диссертации выпустит Controversy in Victorian geology (Princeton, 1986). Преподавал в Имперском колледже в Лондоне. С 1992 член Department of History and Philosophy of Science, University of Cambridge, с 2002 профессор, ныне эмерит.
Подготовил более чем 25 докторантов.
Автор многих работ.
- Victorian Sensation: The Extraordinary Publication, Reception and Secret Authorship of Vestiges of the Natural History of Creation (Chicago: 2000)
- Visions of Science: Books and Readers at the Dawn of the Victorian Age (Oxford: 2014; Chicago: 2014) {Рец. David Knight, }

Соредактор широко используемого как учебное пособие Cultures of natural history (CUP, 1996) {Рец. John C. Greene}.